# Ulrike Weichelt
Pour les articles homonymes, voir Weichelt.
Ulrike Weichelt née le 25 février 1977 à Dresde, est une coureuse cycliste professionnelle allemande.

## Palmarès sur piste

### Jeux olympiques
- Sydney 2000
  - 6e du 500 mètres

### Championnats du monde
- Bordeaux 1998
  - 6e du 500 mètres
- Berlin 1999
  -  Médaillée de bronze de la 500 mètres
- Manchester 2000
  - 7e du 500 mètres

### Coupe du monde
- 1998
  - 2e de la vitesse à Hyères
- 2000
  - 2e du 500 mètres à Mexico

### Championnats d'Europe
- 1996
  - 3e du 500 métres espoirs
  - 3e de la vitesse espoirs
- 1998
  - Championne d'Europe du 500 mètres espoirs
  - 2e du championnat d'Europe de vitesse espoirs
- 1999
  - Championne d'Europe du 500 mètres espoirs
  - 3e du championnat d'Europe de vitesse espoirs

### Championnats d'Allemagne
- 1997
  -  Championne d'Allemagne du 500 mètres
  - 3e de la vitesse individuelle
- 1998
  -  Championne d'Allemagne du 500 mètres
  - 2e de la vitesse individuelle
- 1999
  -  Championne d'Allemagne du 500 mètres